# Термон (Тренто)
Термон је насеље у Италији у округу Тренто, региону Трентино-Јужни Тирол.
Према процени из 2011. у насељу је живело 338 становника. Насеље се налази на надморској висини од 595 м.